# Bernie Slaven
Bernard Joseph Slaven, detto Bernie (Paisley, 13 novembre 1960), è un ex calciatore irlandese, di ruolo attaccante.

## Palmarès

### Club

#### Competizioni nazionali
- Football League Trophy: 1

Port Vale: 1992-1993